# Гней Сервілій Гемін
Гней Сервілій Гемін (*Gnaeus Servilius Geminus, д/н — 2 серпня 216 до н. е.) — політичний і військовий діяч Римської республіки часів Другої пунічної війни.

## Життєпис
Походив з патриціанського роду Сервіліїв. Син Публія Сервілія Геміна, коснула 252 та 248 років до н. е. Про молоді роки немає відомостей. 217 року до н. е. обирається консулом (разом з Гаєм Фламінієм). Очоливши військо, рушив до Аріміну, щоб завадити Ганнібалу потрапити до центральної Італії. Отримавши звістку, що карфагеняни вже в Етрурії, Гемін не став поспішати на з'єднання зі своїм колегою. Тут проявилася внутрішня боротьба в Римі: Фламіній був лідером плебейської партії, а Гемін — представником патриціїв. Зі значним запізненням Гемін спрямував на допомогу Фламінію пропретора Гая Центенія на чолі з 4 тисячами кіннотників. Проте на цей час Ганнібал переміг римлян біля Тразименського озера, а Центенія також розбив Махарбал. У цій ситуації Гемін рушив до Рима, побоюючись, що Ганнібал спробує захопити місто. Проте карфагеняни пішли до Піцену. Сам Гемін при наближенні до Рима довідався, що запроваджена диктатура Квінта Фабія Максима.
За наказом останнього Гемін вирушив до Риму й Остії, де сформував нові команди римського флоту. Після цього з 120 кораблями рушив уздовж Корсики та Сардинії, діставшись Лілібея. Звідси спустошив о. Меннікс (сучасна Джерба) та підступився до церцини, з якої взяв викуп у 10 срібних талантів. Після цього повернувся до Італії, де завершилася 6-місячна диктатура Фабія.
Як проконсул у 216 році до н. е. отримав Апулію. Тут він продовжував тактику виснаження проти карфагенського війська. Він відмовився прибути до Риму для проведення виборів консулів. Це було зумовлено небажанням залишати війська у складній ситуації. Тоді під тиском народних зборів було призначено диктатора Луція Ветурія Філона. Втім через декілька днів це рішення скасовано, а Геміна відновлено у командуванні військом. Того ж року новий консул Гай Теренцій Варрон передав у підпорядкування Геміна 1 легіон та 2 тисячі союзників.
Після декількох маневрів 2 серпня 216 року відбувалася битва при Каннах, де Гней Сервілій Гемін командував центром (тут розміщувалася піхота). В результаті нищівної поразки Геміна було вбито карфагенянами.